# 拉德奇齊
51°19′57″N 28°50′3″E / 51.33250°N 28.83417°E
拉德奇齊（烏克蘭語：Радчиці），是烏克蘭北部的村莊，隸屬日托米爾州的科羅斯滕區。該村面積1.5平方公里，海拔高度153米，2001年人口657，人口密度每平方公里438.88人。